# Museo della mummificazione
Il Museo della mummificazione è un museo archeologico di Luxor dedicato alla mummificazione dell'antico Egitto: è situato nei pressi del tempio di Luxor, sulle rive del Nilo.

## Storia e descrizione
Il museo, voluto dal Supremo Consiglio delle Antichità e inaugurato dal presidente Hosni Mubarak nel 1997, nasce per lo studio dell'arte della mummificazione: oltre a esseri umani, sono presenti mummie di gatti, pesci e coccodrilli e gli oggetti utilizzati per le tecniche di mummificazione.
Situato nell'ex centro visitatori, il museo copre un'area di 2 035 m². La sala dei manufatti è divisa in due sezioni: in un corridoio sono esposte dieci tavole ricavate dal papiro di Ani, precedentemente esposti al British Museum di Londra, che descrivono il rito funebre dalla morte alla sepoltura. La seconda sezione consiste in sessanta pezzi divisi in diciannove vetrine che hanno come temi dèi dell'antico Egitto, materiali per l'imbalsamazione, materiali organici, liquido per imbalsamazione, strumenti di mummificazione, vasi canopi, ushabti, amuleti, bara di Padiamun, mummia di Masuharte, animali mummificati.